# 라아스
라아스 고양이(Kucing raas)는 인도네시아 라아스 섬에서 온 집고양이 종이다. 라아스는 다른 고양이 품종의 유전자와 섞이지 않은 순수한 고양이 품종이다. 이 고양이들은 매우 희귀한 고양이들 중 하나이며 유전적으로 매우 다양하다. 2016년 기준으로 순수 유전자를 가진 라아스는 100마리도 안 남은 것으로 추정된다.
이 고양이는 라아스 섬에서만 키울 수 있다. 라아스는 지역 주민들에 의해 매우 보호받았고, 그래서 그들은 이 고양이 품종이 섬을 떠나는 것을 금지했다. 보통 중성화된 고양이들만 섬 밖으로 데리고 나갈 수 있다. 푸른 색의 라아스 고양이의 탄생은 현지인들이 항상 기대하고 있다. 이 아기 고양이들은 고양이 애호가들과 같은 특정한 사람들에게 귀중히 여겨지는 품종이다.

## 같이 보기
- 고양이의 품종 목록